# Пласница (община)
Пласница (макед. Општина Пласница, тур. Plasniça Belediyesi) — община в Северной Македонии. Расположена на юго-западе страны. Население составляет 4 545 человека (2002 год).
Административный центр — село Пласница.
Площадь территории общины 54,44 км².
Этническая структура населения в общине по переписи 2002 года:
- турки — 4 446 (97,1%);
- македонцы — 34 (0,7%);
- остальные — 65 (1,4%)